# Cyclones de Jacksonville
Les Cyclones de Jacksonville (en anglais : Jacksonville Cyclones) sont un ancien club américain de soccer, basé à Jacksonville au Floride, fondé en 1995 et disparu en 1999 après deux saisons en troisième division puis trois saisons en A-League.

## Histoire
Les Cyclones de Tampa Bay connaissent leur saison inaugurale en USISL Pro League, la troisième division nord-américaine organisée par les United States International Soccer League. À cette occasion, l'équipe termine en tête dans sa division avant d'atteindre les demi-finales des séries éliminatoires. Lors de la seconde année, une quatrième position au classement contraint les Cyclones à voir leur saison s'arrêter au terme de la phase régulière.
En 1997, les Cyclones de Tampa Bay deviennent les Cyclones de Jacksonville et intègrent la A-League, le second échelon nord-américain. Les trois saisons qui suivent sont sous la houlette de l'emblématique Dennis Viollet, très présent pour le développement du soccer dans le sud de la Floride. Malgré sa contribution, les Cyclones ne connaissent aucune qualification en séries éliminatoires en fin de saison et la mort de celui-ci en mars 1999 marque la fin de la franchise à l'issue de cette même année.

### Palmarès
| Compétitions nationales                                             |
| - En USISL Pro League : - Champion de la Southeast Division en 1995 |

### Historique du logo

Logo de 1997 à 1999
Logo alternatif

## Saisons
| Année | Ligue               | Niv. | Saison régulière   | Séries       | Affluence | US Open Cup    |
| ----- | ------------------- | ---- | ------------------ | ------------ | --------- | -------------- |
| 1995  | USISL Pro League    | 3    | 1er, Southeast     | Demi-finale  | n.c.      | Premier tour   |
| 1996  | USISL Select League | 3    | 4e, South Atlantic | Non qualifié | 2 005     | Non qualifié   |
| 1997  | A-League            | 2    | 6e, Atlantic       | Non qualifié | 2 100     | Non qualifié   |
| 1998  | A-League            | 2    | 5e, Atlantic       | Non qualifié | 1 167     | Non qualifié   |
| 1999  | A-League            | 2    | 4e, Atlantic       | Non qualifié | 752       | Troisième tour |

## Personnel

### Joueurs notables
| - Michael Burke - Mac Cozier | - Manny Motajo - Jonny Walker |

### Entraîneur
Dennis Viollet, l'ancien attaquant de Manchester United entre 1950 et 1962, est l'entraîneur des Cyclones de 1997 à sa mort le 6 mars 1999. Son décès marque d'ailleurs la fin de la franchise à l'issue de la saison 1999.

## Stade
De 1997 à 1998, les Cyclones évoluent au Mandarin High School Football Field avant de déménager au Wolfson Park, une enceinte sportive de 8 200 places, pour leur saison finale en 1999.